# Singil-dong, Seoul
Singil-dong (koreanska: 신길동) är en stadsdel i stadsdistriktet Yeongdeungpo-gu i Sydkoreas huvudstad Seoul.

## Indelning
Administrativt är Singil-dong indelat i:
| Namn    | Namn                | Yta km² | Invånare 31 dec 2020 |
| ------- | ------------------- | ------- | -------------------- |
| 신길1동 | Singil 1(il)-dong   | 0,66    | 19 167               |
| 신길3동 | Singil 3(sam)-dong  | 0,52    | 18 086               |
| 신길4동 | Singil 4(sa)-dong   | 0,38    | 12 974               |
| 신길5동 | Singil 5(o)-dong    | 0,47    | 12 496               |
| 신길6동 | Singil 6(yuk)-dong  | 0,65    | 19 071               |
| 신길7동 | Singil 7(chil)-dong | 0,64    | 20 494               |